# Езерос
Езерос је средњовековни град (тврђава) у Тесалији у Грчкој. Био је природно окружен и заштићен језером око њега, кој је пресушило у периоду 1936-1942 и ослободило обрадиву земљу.
Град се налази на западним падинама планине Отрис. Име му је словенског порекла и значи језеро.